# Spoons (singolo)
Spoons è un singolo del gruppo musicale britannico Rudimental, pubblicato il 20 febbraio 2012 come primo estratto dal primo album in studio Home.

## Descrizione
Il brano ha visto la partecipazione del cantante MNEK e della cantante Syron e presenta sonorità tipicamente deep house con un ritornello influenzato dall'UK garage.

## Video musicale
Il video, diretto da Rob Rowland e girato in bianco e nero, è stato reso disponibile il 18 febbraio 2012 e mostra MNEK e Syron cantare una versione ridotta del brano seduti sul pavimento di in una stanza.

## Tracce
Testi e musiche di Piers Aggett, Amir Amor, Kesi Dryden e MNEK.
1. Spoons (feat. MNEK & Syron) – 5:24

## Formazione
Gruppo
- Piers Aggett – tastiera
- Kesi Dryden – tastiera
- Amir Amor – percussioni

Altri musicisti
- MNEK, Syron – voce

Produzione
- Rudimental – produzione, registrazione, missaggio
- Ben Humphreys – ingegneria del suono